# Semíramis González
Semíramis González Fernández (Gijón, Asturias, 23 de enero de 1988) es una gestora cultural, historiadora y comisaria de arte contemporáneo española. Su labor como curadora de arte, así como sus artículos y textos tienen un enfoque feminista, en el que reivindica el papel de las mujeres en el arte contemporáneo. En julio de 2025 ha sido nombrada directora del Centro de Arte y Creación La Laboral de Gijón.

## Trayectoria
Es licenciada en Historia del Arte por la Universidad de Oviedo y tiene un Máster en Historia del arte contemporáneo y cultura visual en el Museo Reina Sofía, por la Universidad Complutense de Madrid (UCM). 
En 2016 y 2017, fue comisaria participante en el Salón de Artes Contemporáneas Getxoarte en Guecho, Vizcaya. También ha participado como comisaria visionadora en varias ediciones del Encontro de Artistas Novos - Ciudad de la Cultura de Galicia que dirige Rafael Doctor.
Ha colaborado con museos e instituciones como el Es Baluard Museu d’Art Contemporani de Palma situado en Palma de Mallorca, los festivales internacionales de fotografía PHotoEspaña y SCAN Tarragona, el Centro Atlántico de Arte Moderno (CAAM) de Las Palmas de Gran Canaria, el Fiebre Photobook de Madrid, o el IAACC Pablo Serrano de Zaragoza, entre otros. 
Su labor se ha desarrollado también impartiendo conferencias y talleres sobre feminismo, mercado de arte y arte emergente en instituciones como el Centro de Documentación y Estudios Avanzados de Arte Contemporáneo (CENDEAC) de Murcia, la Universidad Complutense de Madrid o en el Museo Nacional Centro de Arte Reina Sofía. En 2019, fue secretaria académica del VII Encuentro de coleccionismo, arte contemporáneo y sociedad, celebrado en la Universidad Internacional Menéndez Pelayo (UIMP) de Santander. Ese mismo año, fue jurado del Premio Nacional de Fotografía. 
Entre 2018 y 2022 ha sido directora artística de la feria de arte contemporáneo emergente JUSTMAD Art Fair, que se celebra en Madrid anualmente, así como de JUSTLX feria de arte contemporáneo que se celebra en Lisboa.
En el año 2022 comisaría un programa de performances realizados por mujeres titulado Visión y presencia en el Museo Thyssen Bornemisza de Madrid.
Ejerce su labor docente en el Máster de Fotografía Contemporánea y Proyectos Personales de la escuela de fotografía EFTI.
Además de su trabajo como gestora cultural y comisaria de arte, González escribe para varios medios de comunicación nacionales, abordando temas de actualidad comprometidos con el feminismo y la sociedad. Ha publicado para El HuffPost, Tribuna Feminista, o La Nueva España. En 2020 participó en el trabajo de investigación que llevó a la publicación del libro Desigualdad de género en el sistema del arte en España, junto a Carolina Rodovalho y a Marta Pérez Ibáñez, como coordinadora editorial. 

## Comisariados(selección)
- Comisaria invitada al Encuentro de Creadores de Castilla y León. Fundación Villalar[14]
- La Puntual de San Cugat del Vallés (Barcelona) una colectiva en la que participaron cinco artistas interesadas en la relación entre el individuo, y su crecimiento vital, y la naturaleza.[15]
- “En lo salvaje” en el Centro de Arte de Alcobendas de Madrid.
- “Futuro Presente” en la Sala Amadís (Madrid). Proyecto de jóvenes artistas.
- “Contra la piel” en el espacio Área 60 del TEA (Tenerife).
- "No Limite da cor" en Sala 117, Oporto.[16]
- «Equivocada no es mi nombre. Arte contra la violencia machista» en LABoral Centro de Arte y Creación Industrial (Gijón), en 2019.[17]
- “La jaula se ha vuelto pájaro“ de Teresa Ramón en el IAACC Pablo Serrano.[18]
- "El árbol de la rabia", en el EACC (Espai d'Art Contemporani de Castelló), en 2022.[19]

## Reconocimientos
En marzo de 2021, González recibió el Premio Fetico Aequalitas que otorga anualmente la Confederación Sindical Independiente Fetico.
En 2024 recibió el Premio Blanco, Negro y Magenta como Mejor Aliada por su trabajo en proyectos y exposiciones sobre las violencias  por género, sexualidad o raza.